# Воротилов, Степан Андреевич
Степан Андреевич Воротилов (1741, Большие Соли, Московская губерния — 14 ноября 1792) — русский архитектор, работавший в Костромской губернии.

## Биография
Родился в конце декабря 1741 года в посаде Большие Соли Нерехтского уезда Костромской губернии (ныне посёлок городского типа Некрасовское Ярославской области) в семье бедного большесольского мещанина Андрея Дмитриева Воротилова. Занимался с отцом рыбною ловлей, обучился портному и кузнечному мастерству. Вступил в каменную работу, находясь в подчиненности у подрядчиков, прилежно вникал в свою обязанность.
Самостоятельно научился рисовать и чертить планы; наконец, будучи в возрасте около 30 лет сам с вниманием читал геометрию и алгебру, научился архитектуре, в чём преуспел и очень усовершенствовал себя на практике. Имея 4 братьев и 2 сыновей, обучил их тому же мастерству. Работал архитектором в Костроме и Нерехтском уезде.
Умер 14 ноября 1792 года.

## Работы

### Документированные работы

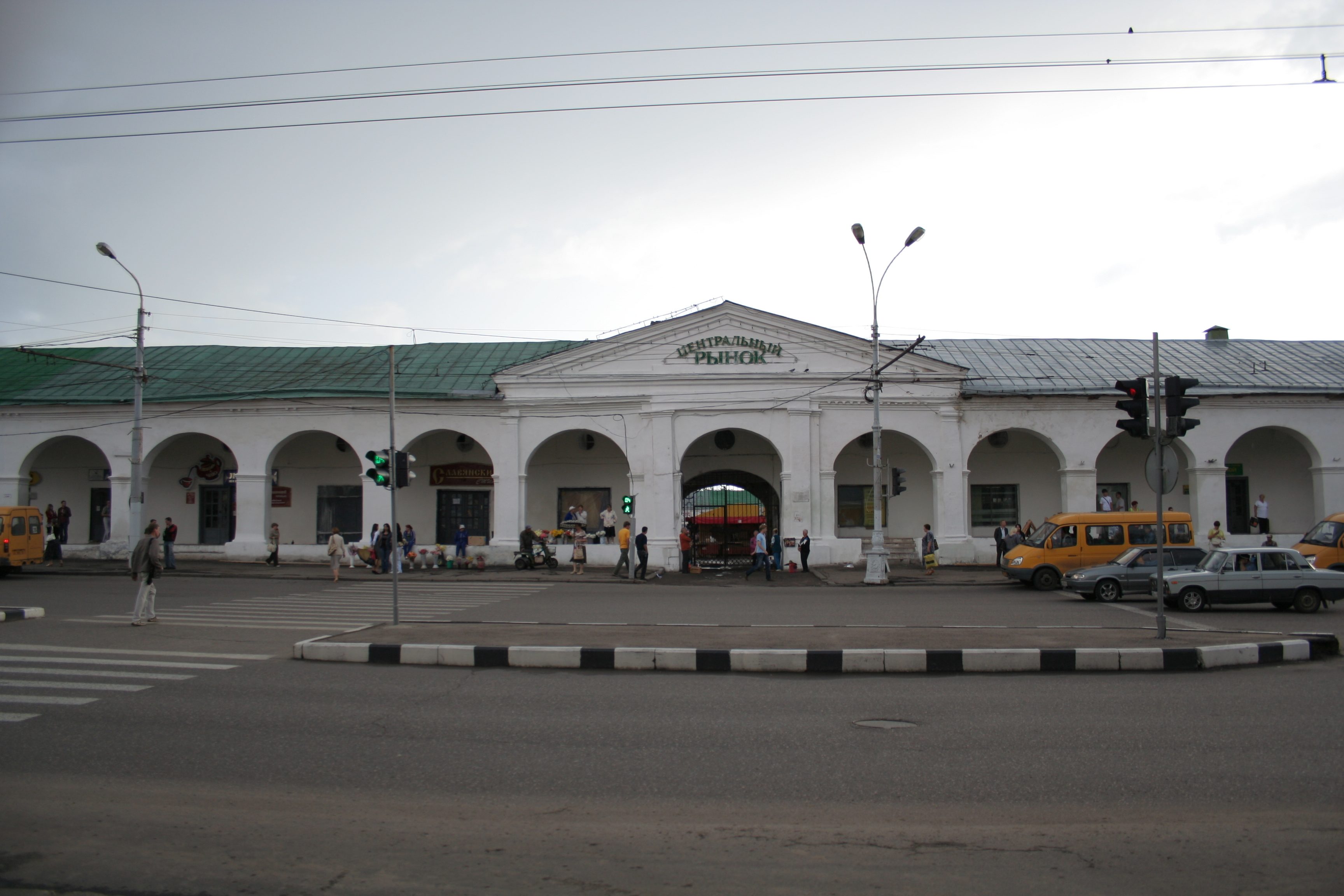
Мучные ряды в Костроме

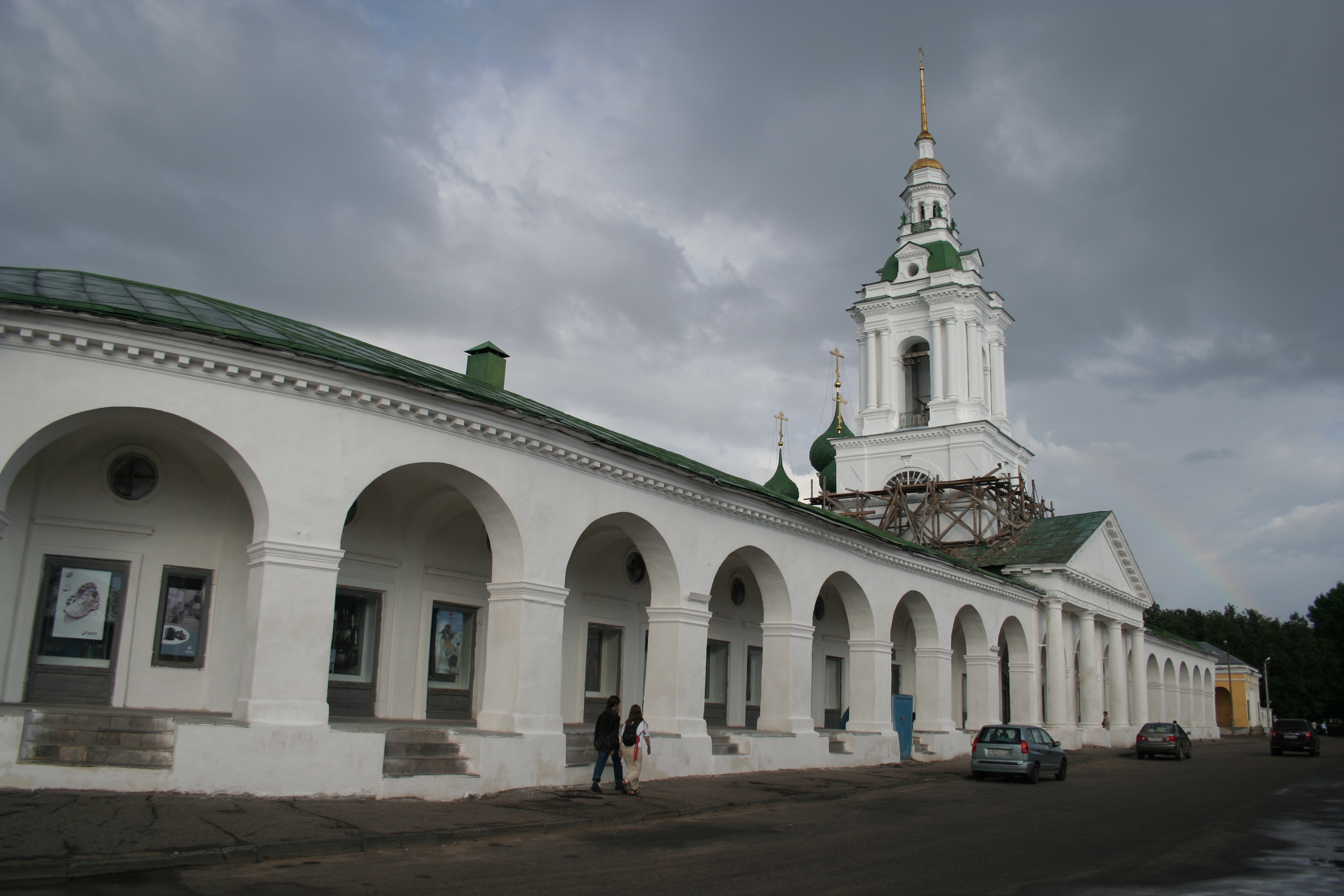
Красные ряды (Гостиный двор) в Костроме

- 1770 — перестройка колокольни при церкви Рождества Богородицы в Больших Солях в формах позднего барокко.
- 1770—1787 — постройка двухэтажной церкви Воскресения в Нерехте в стиле барокко взамен разобранной старой.
- 1770-е — постройка колоколен в стиле барокко в селе Левашове Костромского уезда, при Предтеченской церкви в Костроме и при Благовещенской церкви в Нерехте.
- 1776—1791 — восстановление Успенского собора, сооружение соборного комплекса в Костромском кремле: тёплый Богоявленский собор в стиле позднего барокко, с архиерейской усыпальницей в подклете, новый вход со стороны города, 64-метровая ярусная колокольня — главная архитектурная доминанта дореволюционной Костромы. Комплекс долгое время ошибочно приписывали то Б. Растрелли, то Д. Ухтомскому. Проект собора использован при строительстве церкви Рождества Богородицы в селе Писцово Нерехтского уезда (освящена в 1808 году).
- 1786 — неосуществлённый проект колокольни для Рязанского кремля, в построенной колокольне, однако, немало общего с проектом Воротилова.
- 1787 — постройка церквей Преображения в Нерехте и Петропавловской в Костроме (не сохранилась) в стиле позднего барокко. Последняя близка церкви Воскресения в Нерехте.
- 1788 — постройка Крестовоздвиженской кладбищенской церкви в Нерехте.
- 1791—1793 — постройка Мучных и Красных рядов в Костроме. Проект был начат в 1787 году владимирским и костромским губернским архитектором К. Клером, который остался недоволен работой Воротилова и подал на него иск в суд, несостоявшийся по причине смерти последнего. Строительство колокольни завершено его сыном Петром и братом Ефремом к 1793 году, а самих рядов — уездным землемером И. Гове.

### Воротилову приписывают
- 1792 — Никольская церковь на погосте Николо-Бережки близ Щелыкова
- Церкви в Нерехтском уезде: Богоявленская в селе Ковалеве (1778), Казанская в селе Сараеве (1779) и Никольская в селе Незнанове (1783); церковь Собора Богоматери в селе Коровье (1797), ныне Чухломского района.
- 1790-е — дом Хворинова в Нерехте.
- Конец XVIII в. — дом купца Горбунова в Костроме (ул. Горная, 11).
- Колокольня Спасо-Преображенского собора в Рыбинске.